# Amarant (1654)
Amarant var ett av svenska flottans örlogsfartyg och ett rangskepp som byggdes av Gert Kroon på Skeppsholmen i Stockholm och hon sjösattes 1654. Hon deltog i slaget vid Møn 1657 och förde 1658 Karl X Gustav från Göteborg till Flensburg. Hon var viceamiralsskepp i Henrik Gerdtsson Sjöhjelms eskader i slaget i Öresund och tillhörde Carl Gustaf Wrangels eskader under slaget i Femerbält 1659. År 1667 förde hon hem Gustaf Bondes lik från Wismar.
Amarant var Erik Carlsson Sjöblads chefsfartyg i den eskader som 1677 beordrades från Göteborg till Östersjön, men som vid Lolland angreps av Nils Juel och till största delen uppbringades. Amarant övermannades av Juels amiralsskepp Kristian V och övergick därefter i dansk tjänst.